# 天と地と (NHK大河ドラマ)
『天と地と』（てんとちと）は、1969年1月5日から12月28日まで放送されたNHK大河ドラマ第7作。主演は石坂浩二。原作は海音寺潮五郎の同名小説。上杉謙信の半生を描いた作品で、武田信玄との川中島の戦いでの対決がクライマックスとなっている。
大河ドラマ初のカラー作品。また、本作の途中（1969年4月13日）から大河ドラマの放送時間が20時15分-21時から20時-20時45分に変更され、現在まで続いている。

## 企画・制作
過去2年の『三姉妹』『竜馬がゆく』が視聴率で伸び悩んだため、NHK内部でも「大河は役目を果たした」という意見が強くなり、「最後にカラーで終わらせよう」という意図を持って企画がスタートした。題材としては歴史劇にこだわらず『嵐が丘』やシェイクスピアといった海外作品の翻案、『楡家の人びと』（北杜夫）のアレンジといった案も出されたが、リスクが高いとして却下され、甲冑の色を表現できる戦国時代が選ばれた。それを踏まえ、プロデューサーの禅野圭司が『天と地と』のドラマ化を決定する。過去作品の反省を踏まえ、本作は大河ドラマでは初となる「複数脚本家・複数演出」のスタイルが取られた。
カラー撮影を巡っては、照明の温度を下げたり、ロケ撮影のフィルム撮り部分とスタジオのビデオ撮りの違いを減らすための工夫を考える苦心も伴った。合戦シーンでは従来以上に屋外のロケーション撮影が多用された。特に、ドラマの終盤に描かれる第四回川中島合戦の収録は、この時期までの大河ドラマとしては最大規模となった。
当時の技術的制約から屋外ロケ撮影はフィルム撮りだったが、この川中島合戦の場面に限っては、臨場感（「今そこで起きている」）を重視する演出の岡崎栄の方針で、ヘリコプターの空撮を除いて中継用のテレビカメラによるビデオ撮影がおこなわれた。この場面の撮影は、馬の調達が容易という理由で福島県相馬地方でおこなわれた。参加人員と機材は、若駒冒険グループ20名、エキストラは相馬野馬追い騎馬会50名、高校生50名。カラーテレビカメラ4台、中継車、VTR車各1台、電源車2台、クレーン車、トラック3台、ヘリコプターという大規模な動員と投入であった。川での撮影場所は当初水量が少なく迫力が出ないことをスタッフは覚悟したが、前夜に大雨に見舞われて水かさが増し、迫力のある映像が撮れたという。
キャストは上杉謙信役の石坂浩二や、武田信玄を演じた高橋幸治ら、過去の大河作品で重要な役を担った俳優が多く起用された。
原作は第四次川中島の戦いで終了しているため、政虎時代までの謙信しか登場しないが、本作では謙信を名乗ったその後の人生も第51回と最終回で描かれている。またそれに合わせて、信玄と謙信の死なども描かれる。
本作を作った当時、春日山は整備されていなかった。ドラマ制作のために整備を行ったものの、屋敷跡などは車道などを作るために取り壊してしまった（甘粕屋敷跡付近の車道など）。
本作から1971年の『春の坂道』までは出演者のクレジットに際して「出演」ではなく「配役」と表示していた。

### オープニングについて
オープニングテーマで、スタッフ・キャストのクレジット後のラストにサブタイトルが表示されるのは、2015年までは唯一の作品であったが、2016（平成28）年の「真田丸」で再び採用されている。
また、オープニングに石坂演じる政虎（謙信）の映像が使用されている。大河ドラマの主人公がオープニング映像に登場するのはこれが初めて。
この作品の音楽「～甲斐の軍勢～越後の雪」は、冨田勲が担当した。冒頭部で馬の声を流した後、森正指揮によるNHK交響楽団の伴奏が入り、途中からは琵琶の音が加わるという構成になっている。冨田は冬の越後をイメージしてこの曲を作ったという。
また、フィギュアスケーターの羽生結弦が2021〜2022年度のプログラムとして使用している。

## 反響
番組序盤は謙信の少年期を演じた中村光輝（現・中村又五郎）が人気を集めた。光輝は第4回から第11回まで出演した。第12回から謙信役として出演した石坂浩二にはプレッシャーとなり、石坂は光輝の演技をスタジオで何度も見た上、引き継ぎの際演出の岡崎栄に「光輝君みたいにやればいいんですね」と聞くほどだった（岡崎は石坂の悲壮感を見て「もうやるっきゃないじゃない」と励ました）。単独主演の歴代大河ドラマで子役から本役にあたる役者に切り替わる作品の中では、最も本役登場が遅い作品でもある。
平均視聴率は25.0%、最高視聴率は32.4%（関東地区、ビデオリサーチ調べ）。この成功により、「大河終了論」は沈静化した。
このドラマの放映期間中に、甲府駅前に武田信玄、春日山城跡に上杉謙信の銅像がそれぞれ建立された。日本国有鉄道が「天と地とめぐりツアー」を開催したり、原作小説が増刷され、朝日新聞社主催による「天と地と展」が各地で開かれたりした。
また、この番組を見た北海道在住の視聴者が鑑定を依頼した所蔵の古文書が武田氏や上杉氏に仕えていたこともある信濃国の武士市河氏関連文書であることが判明し、しかもその中には当時その実在性に否定的な見方が強かった山本勘助の実在を示すとみられる文書が含まれていたため、その後の武田氏研究に大きな影響を与えることになった（詳細は市河家文書を参照のこと）。
『コント55号の裏番組をぶっとばせ!』の「裏番組」とは、本作を意識したものである。

## 登場人物
太字の出演者は第50回に登場

### 長尾・上杉家
上杉謙信（うえすぎ けんしん）
（虎千代→長尾景虎→上杉政虎→上杉謙信）
演：石坂浩二（幼年期：中村浩太郎（現・中村扇雀） / 少年期：中村光輝（現・中村又五郎））
主人公。少年時代より「早く大人になって勝ち戦がしたい」と言うなど、周囲に勝つことを目指していた。
親に嫌われ生い立ちや境遇が似ている武田信玄のことを意識しながらも、価値観の異なる信玄に対しては敵対心を持っている。
乃美とは口論することも多かったが、実際には少年時代より恋人として意識していたところがあった。
長尾為景（ながお ためかげ）
演：滝沢修
景虎（謙信）の父。袈裟を娶ってすぐに虎千代（景虎の幼名）が生まれたため、実の息子であるか疑い冷遇する。その最期は、原作と同じく越中の一向一揆に敗れて戦死するという筋書きだが、これは原作者が為景とその父・能景の最期と混同したからと思われ、通説と異なる。
袈裟御前（けさごぜん）
演：新珠三千代
景虎の母。虎千代が幼い時に病死したという設定になっている。こちらも、史実より原作の記述を優先している。なお、袈裟御前という名は、原作者の海音寺潮五郎による佐渡おけさをヒントにした創作である。
松江（まつえ）
演：有馬稲子
元は越後の百姓の娘。美貌のみならず、男勝りの怪力の持ち主であり、為景の側室として共に従軍するかたわら、虎千代の育ての母として彼を養育する。為景の敗死時に敵方に捕らえられるも脱出して出家・隠棲するが、成長した景虎と再会し、後に鬼小島弥太郎と再婚する。豪快な性格で、素朴な百姓訛りが特徴。本作では川中島の戦いにも参戦し、相対した武田信繁の最期を見届けるが、諸角に信繁の仇と誤解されて戦死。遺髪は弥太郎が持ち帰った（原作では川中島の戦いに加わらず、戦死もしていない）。
長尾晴景（ながお はるかげ）
演：山本耕一
景虎の異母兄。無気力で酒色に溺れるなど、救いようのない暗愚な人物として描かれている。
藤紫（ふじむらさき）
演：藤村志保
晴景の愛妾。服部玄鬼が京から連れてきた妖艶な美女。晴景の寵愛を笠に着た横暴な振る舞いが多く、景虎の女嫌いの一因となる。晴景が景虎の実力を妬むとこれを扇動して滅ぼそうとするが、逆に晴景が敗れると彼を見捨てて逃亡し、越中に逃れる。後に景虎が越中を平定した折に捕らえられ、斬首された。
長尾景康（ながお かげやす）
演：三浦弘久（少年期：小倉一郎）
長尾房景（ながお ふさかげ）
演：志村喬
為景の兄、政景の父。
長尾政景（ながお まさかげ）
演：山口崇
景虎の従兄・義兄。当初は長尾家当主への野心を持っていたが、景虎に心服しその片腕となる。本作では、川中島の戦いで目を負傷し、越後に残した綾と喜平二を想いながら戦死する。
綾（あや）
演：上月晃
景虎の異母姉。政景の正室。
上杉景勝
（長尾喜平二→上杉景勝）
演：中村信二郎（現・中村錦之助）
政景と綾の子。景虎の養子。
長尾顕吉（ながお あきよし）
演：芥川比呂志
袈裟の父。
長尾俊景（ながお としかげ）
演：加藤武
長尾一族の有力者。晴景に謀反を起こすが、景虎に鎮圧される。
上杉定実（うえすぎ さだざね）
演：原保美
定実の妻
演：奈良岡朋子
景虎の異母姉。
上杉憲政（うえすぎ のりまさ）
演：大山克巳

### 長尾家臣
乃美（のみ）
演：樫山文枝（幼少期：美山なみ枝）
宇佐美定行の末娘。景虎のことを弟のように思っている。景虎とは口論することも多かったが実際には互いのことを意識しあっていた。物語中盤からは病気がちとなり、吐血することもあった。そのような中景虎は「元気になったら妻にする」と約束。しかし、その願いもむなしく、川中島の合戦の最中に、政虎（景虎から改名）を案じながら息を引き取る。その死は政虎に衝撃を与えた。
宇佐美定行（うさみ さだゆき）
演：宇野重吉
景虎の軍師。越後十七将の一であり、上杉四天王の一。元々、越後上杉家を蔑ろにする為景と対立していたが、為景の死後は景虎を支援し、兵法や軍略などを伝授する。
宇佐美定勝（うさみ さだかつ）
演：高橋悦史
定行の子。
金津新兵衛（かなづ しんべえ）
演：高松英郎
景虎の傅役。上杉二十五将の一。父に疎まれ心を閉ざした景虎を懸命に支え続ける。
鬼小島弥太郎（おにこじま やたろう）
演：市村竹之丞（後の中村富十郎）
景虎の直属の郎党の一人。越後十七将の一。妻の松江と共に戦場で大活躍し、長尾俊景を討ち取るなどの大功を上げる。
戸倉与八郎（とぐら よはちろう）
演：山田吾一
秋山源蔵（あきやま げんぞう）
演：橋本功
鉄上野介（くろがね こうずけのすけ）
（奈弥辰蔵→鉄上野介）
演：伊東四朗
景虎の直属の郎党の一人。百姓の出だが、長尾俊景配下の大将を討ち取った功績で「鉄上野介」の名を与えられる。
柿崎弥二郎（かきざき やじろう）
演：藤木悠
官位の「和泉守」でも呼ばれる。謙信七手組を全期に渡ったほどの長尾家きっての猛将。越後十七将の一であり、上杉四天王の一。武勇に優れるが好色で、美女を与えられて為景に寝返った悪評がある。景虎と晴景が対立すると、最初は晴景方だったが新発田掃部介に説得されて景虎に付き、以降は川中島の戦いをはじめ多くの合戦で活躍する。
柿崎弥三郎（かきざき やさぶろう）
演：名古屋章
弥二郎の弟。
本条慶秀（ほんじょう よしひで）
演：内藤武敏
謙信七手組（前期）の一。
斎藤下野守（さいとう しもつけのかみ）
演：郡司良
謙信七手組を全期に渡った武将。越後十七将の一。
杉原憲家（すぎはら のりいえ）
演：仲谷昇
新発田長敦（しばた ながあつ）
演：高桐真
妻が、晴景の寵愛を受けている小姓の源三郎（藤紫の弟）と密通したために、これを殺害して晴景と対立。これが晴景と景虎の争いの原因となる。彼自身は景虎に仕える。
新発田重家（しばた しげいえ）
演：和田孝
長敦の弟。兄に源三郎と密通した内室を殺すように進言する。
北条高広（ほうじょう たかひろ）
演：和崎俊也
謙信七手組（前期）の一。後に息子の景広も謙信七手組の一。
黒川実氏（くろかわ さねうじ）
演：桐野洋雄
平田喜兵衛（ひらた きへえ）
演：毒蝮三太夫
昭田常陸介（あきた ひたちのすけ）
演：加藤嘉
為景の側近。為景の死後は晴景に謀反し、景虎に滅ぼされる。
金津伊豆守（かなつ いずのかみ）
演：久富惟晴
黒田和泉守（くろだ いずみのかみ）
演：中山昭二
中条藤資（なかじょう ふじすけ）
演：吉田柳児（少年期：樋口功）
謙信七手組（前期）の一。
中条尾張守（なかじょう おわりのかみ）
演：河原崎次郎
服部玄鬼（はっとり げんき）
演：長門裕之
為景・晴景の間者で伊賀の忍び。晴景から景虎の暗殺を命じられるが、景虎に火縄銃で射殺される。
飛加当（とびかとう）
演：米倉斉加年
玄鬼の仲間である忍者。上杉・武田の双方に自らを売り込み、二重スパイとして暗躍する。川中島の戦いの前哨戦で深手を負い、武田軍について行こうとするが見捨てられ、最期は景虎の名を呼びながら息絶えた。
八重（やえ）
演：水前寺清子（幼少期：畠山淑子）

### 武田家
武田信玄（たけだ しんげん）
演：高橋幸治
武田義信（たけだ よしのぶ）
演：あおい輝彦
武田勝頼（たけだ かつより）
演：小川吉信（少年期：中村まなぶ（現・中村梅雀））
武田信虎（たけだ のぶとら）
演：田崎潤
武田信繁（たけだ のぶしげ）
演：浜畑賢吉
諏訪御寮人（すわごりょうにん）
演：中村玉緒（幼少期：上原恵子）
三条夫人（さんじょうふじん）
演：岩崎加根子
板垣信方（いたがき のぶかた）
演：大友柳太朗
飯富虎昌（おぶ とらまさ）
演：高橋昌也
飯富三郎兵衛（おぶ さぶろべえ）
演：河原崎建三
馬場信春（ばば のぶはる）
演：山内明
甘利虎泰（あまり とらやす）
演：中村伸郎
甘利昌忠（あまり まさただ）
演：西沢利明
諸角虎定（もろずみ とらさだ）
演：林邦史朗
内藤修理（ないとう しゅり）
演：高橋正夫
高坂弾正昌信（こうさか だんじょうまさのぶ）
演：村井国夫
小山田昌辰（おやまだ まさたつ）
演：下川辰平
原胤俊（はら たねとし）
演：石田太郎

### 長尾・武田以外の戦国大名
足利義輝（あしかが よしてる）
演：山本學
足利義昭（あしかが よしあき）
演：大出俊
細川氏綱（ほそかわ うじつな）
演：細川俊夫
三好長慶（みよし ながよし）
演：梅野泰靖
松永弾正久秀（まつなが だんじょうひさひで）
演：河野秋武
三好長慶の家宰。上洛した景虎が、義輝に拝謁するのを密かに妨害する。
織田信長（おだ のぶなが）
演：杉良太郎
戦国大名としては型破りな存在。徳川家康と同盟を結び、天下統一を目指すが信玄を前に窮地に立たされる。
濃姫（のうひめ）
演：上村香子
丹羽長秀（にわ ながひで）
演：真田健一郎
柴田勝家（しばた かついえ）
演：金田龍之介
木下藤吉郎秀吉（きのした とうきちろうひでよし）
演：浜田光夫
徳川家康（とくがわ いえやす）
演：松山政路
北条氏康（ほうじょう うじやす）
演：中村梅之助
北条氏政（ほうじょう うじまさ）
演：森次浩司
諏訪頼重（すわ よりしげ）
演：岡田英次
弥々（ねね）
演：真屋順子
諏訪頼隆（すわ よりたか）
演：河原崎長一郎
村上義清（むらかみ よしきよ）
演：北村和夫
信濃の豪族。上田原などで武田軍を破るも、やがて武田軍に押され、越後の長尾景虎を頼る。
高遠頼継（たかとお よりつぐ）
演：戸浦六宏
今川義元（いまがわ よしもと）
演：根上淳
今川氏真（いまがわ うじざね）
演：阿知波信介
定恵院（じょうけいいん）
演：川口敦子
朝比奈能泰（あさひな よしやす）
演：玉川伊佐男
斎藤道三（さいとう どうさん）
演：中村翫右衛門
太田資正（おおた すけまさ）
演：松村達雄
佐野昌綱（さの まさつな）
演：佐々木孝丸
佐野宗綱（さの むねつな）
演：中野誠也
神保良春（じんぼ よしはる）
演：安部徹
鈴木国重（すずき くにしげ）
演：鈴木瑞穂
高梨正頼（たかなし まさより）
演：清水元

### その他
連歌師幸斉（こうさい）
演：森雅之
近衛前嗣（このえ さきつぐ）
演：佐野浅夫
西園寺公朝（さいおんじ きんとも）
演：曽我廼家明蝶
三条西大納言（さんじょうにしのだいなごん）
演：日下武史
天室光育（てんしつ こういく）
演：清水将夫
蓮芳軒（れんぽうけん）
演：小松方正
殿村豊後守（とのむら ぶんごのかみ）
演：野々村潔
超賢（ちょうけん）
演：観世栄夫
源次（げんじ）
演：信欣三
とね
演：夏川静枝
萩原佐渡守（はぎわら さどのかみ）
演：松下達夫
玄庵（げんあん）
演：松本克平
納屋助八郎（なや すけはちろう）
演：藤田まこと
林帯刀（はやし たてわき）
演：小川吉信（青年期：寺田誠（現・麦人））
雑兵
演：宮内幸平
武田の郎党
演：島喜義、富沢政男
さき
演：北城真記子
松尾嘉助（まつお かすけ）
演：阿部六郎
医師
演：石島房太郎
その他
演：江守徹、御木本伸介、高木均、庄司永建、下條正巳

## スタッフ
- 原作：海音寺潮五郎『天と地と』
- 脚本：杉山義法、中井多津夫、須藤出穂
- 音楽：冨田勲
- 語り：中村允
- 演奏：コンセール・レニエ、日本合唱協会
- テーマ演奏：NHK交響楽団
- 指揮：森正
- 琵琶演奏：山田美喜子
- 時代考証：桑田忠親
- 殺陣：林邦史朗
- 協力：相馬市、原町市、相馬野馬追執行委員会
- 制作：禅野圭司
- 美術：荒木幹夫
- 効果：松崎州男
- 技術：早坂達郎
- フィルム撮影：海老広司
- 美術デザイナー：小林喬
- カメラ撮影：二階堂勲
- 演出：岡崎栄、清水満、安江泰雅

## 放送
特記がない限りウェブサイト「NHKクロニクル」の「NHK番組表ヒストリー」で確認。

### 通常放送時間
- NHK総合テレビジョン：（第14回まで）毎週日曜 20時15分 - 21時00分、（第15回から）毎週日曜 20時00分 - 20時45分
- （再放送）NHK総合テレビジョン：毎週土曜 13時25分 - 14時10分[注釈 6]

### 放送日程
- 第35回は昭和44年度日本選手権水泳競技大会（最終日）放送のため45分繰り下げ。
- 第46回は前番組歌の祭典が延長したため1分繰り下げ。
- 第49回から最終回までは第32回衆議院議員総選挙関連番組放送のため45分繰り下げ。

(*)が付いている回は、映像が現存している回。詳細参照→映像の現存状況
| 放送回 | 放送日   | 題                             | 脚本       | 演出     |
| ------ | -------- | ------------------------------ | ---------- | -------- |
| 第1回  | 1月5日   | 天命の章 その一                | 中井多津夫 | 岡崎栄   |
| 第2回  | 1月12日  | 天命の章 その二(*)（部分保存） | 中井多津夫 | 清水満   |
| 第3回  | 1月19日  | 天命の章 その三                | 中井多津夫 | 安江泰雅 |
| 第4回  | 1月26日  | 天命の章 その四                | 中井多津夫 | 岡崎栄   |
| 第5回  | 2月2日   | 若竹の章 その一                | 中井多津夫 | 清水満   |
| 第6回  | 2月9日   | 若竹の章 その二                | 中井多津夫 | 安江泰雅 |
| 第7回  | 2月16日  | 若竹の章 その三                | 中井多津夫 | 岡崎栄   |
| 第8回  | 2月23日  | 若竹の章 その四                | 中井多津夫 | 清水満   |
| 第9回  | 3月2日   | 若竹の章 その五                | 中井多津夫 | 安江泰雅 |
| 第10回 | 3月9日   | 若竹の章 その六                | 中井多津夫 | 岡崎栄   |
| 第11回 | 3月16日  | 若竹の章 その七                | 中井多津夫 | 清水満   |
| 第12回 | 3月23日  | 栴檀の章 その一                | 杉山義法   | 安江泰雅 |
| 第13回 | 3月30日  | 栴檀の章 その二                | 杉山義法   | 岡崎栄   |
| 第14回 | 4月6日   | 栴檀の章 その三                | 杉山義法   | 清水満   |
| 第15回 | 4月13日  | 栴檀の章 その四                | 杉山義法   | 安江泰雅 |
| 第16回 | 4月20日  | 栴檀の章 その五                | 杉山義法   | 安江泰雅 |
| 第17回 | 4月27日  | 栴檀の章 その六                | 杉山義法   | 清水満   |
| 第18回 | 5月4日   | 栴檀の章 その七                | 杉山義法   | 安江泰雅 |
| 第19回 | 5月11日  | 若鷲の章 その一                | 須藤出穂   |          |
| 第20回 | 5月18日  | 若鷲の章 その二                | 須藤出穂   |          |
| 第21回 | 5月25日  | 若鷲の章 その三                | 須藤出穂   | 安江泰雅 |
| 第22回 | 6月1日   | 若鷲の章 その四                | 須藤出穂   | 岡崎栄   |
| 第23回 | 6月8日   | 若鷲の章 その五                | 須藤出穂   | 清水満   |
| 第24回 | 6月15日  | 若鷲の章 その六                | 須藤出穂   | 安江泰雅 |
| 第25回 | 6月22日  | 若鷲の章 その七                | 須藤出穂   | 岡崎栄   |
| 第26回 | 6月29日  | 陽炎の章 その一                | 中井多津夫 | 清水満   |
| 第27回 | 7月6日   | 陽炎の章 その二                | 中井多津夫 | 安江泰雅 |
| 第28回 | 7月13日  | 陽炎の章 その三                | 中井多津夫 | 岡崎栄   |
| 第29回 | 7月20日  | 陽炎の章 その四                | 中井多津夫 | 清水満   |
| 第30回 | 7月27日  | 陽炎の章 その五                | 中井多津夫 | 安江泰雅 |
| 第31回 | 8月3日   | 勇猛の章 その一                | 杉山義法   | 岡崎栄   |
| 第32回 | 8月10日  | 勇猛の章 その二                | 杉山義法   | 清水満   |
| 第33回 | 8月17日  | 勇猛の章 その三                | 杉山義法   | 安江泰雅 |
| 第34回 | 8月24日  | 勇猛の章 その四                | 杉山義法   | 岡崎栄   |
| 第35回 | 8月31日  | 勇猛の章 その五                | 杉山義法   | 清水満   |
| 第36回 | 9月7日   | 勇猛の章 その六                | 杉山義法   | 安江泰雅 |
| 第37回 | 9月14日  | 勇猛の章 その七                | 杉山義法   | 岡崎栄   |
| 第38回 | 9月21日  | 王土の章 その一                | 杉山義法   | 清水満   |
| 第39回 | 9月28日  | 王土の章 その二                | 須藤出穂   | 安江泰雅 |
| 第40回 | 10月5日  | 王土の章 その三                | 須藤出穂   | 清水満   |
| 第41回 | 10月12日 | 王土の章 その四                | 須藤出穂   | 安江泰雅 |
| 第42回 | 10月19日 | 火中の章 その一                | 中井多津夫 | 清水満   |
| 第43回 | 10月26日 | 火中の章 その二                | 中井多津夫 | 安江泰雅 |
| 第44回 | 11月2日  | 火中の章 その三                | 中井多津夫 | 清水満   |
| 第45回 | 11月9日  | 火中の章 その四                | 中井多津夫 | 安江泰雅 |
| 第46回 | 11月16日 | 川中島の章 序章                | 杉山義法   | 岡崎栄   |
| 第47回 | 11月23日 | 川中島の章 その一              | 杉山義法   | 岡崎栄   |
| 第48回 | 11月30日 | 川中島の章 その二              | 杉山義法   | 岡崎栄   |
| 第49回 | 12月7日  | 川中島の章 その三              | 杉山義法   | 岡崎栄   |
| 第50回 | 12月14日 | 川中島の章 その四(*)           | 杉山義法   | 岡崎栄   |
| 第51回 | 12月21日 | 吟詠の章 その一                | 須藤出穂   | 安江泰雅 |
| 最終回 | 12月28日 | 吟詠の章 その二                | 須藤出穂   | 清水満   |

### 総集編
- 前編：1969年12月30日　19時20分から20時59分(*)（但し視聴者録画、モノクロ、冒頭欠落）
- 後編：1969年12月31日　19時20分から20時50分

## 映像の現存状況
第2回（部分現存）、第50回と総集編前編が現存しており、その他の映像はNHKには現存していないとされる。現存している第50回「第50回～川中島の章～その四」は「NHK想い出倶楽部2～黎明期の大河ドラマ編～（5）天と地と」としてDVDで販売されている。総集編前編はNHKアーカイブスで視聴でき、個人からの寄贈を復元したものでモノクロ（当時の市販ビデオはモノクロだった）で冒頭20分が欠落しており、画質状態もよくない。ほかに、番組終了後の1970年1月に発売されたLPレコード2枚組があり、総集編前編と総集編後編の大部分が収録されている。
NHKではマスターテープが失われた過去の放送番組の収集（制作関係者や一般視聴者らへのビデオテープ提供の呼びかけなど）を進めている。